# Ancylotrypa angulata
Ancylotrypa angulata là một loài nhện trong họ Cyrtaucheniidae. Loài này phân bố ờ Congo.